# Francisco Javier Alegre
Francisco Javier Alegre (Puerto de Veracruz,  Nueva España; 12 de noviembre de 1729 - Bolonia, Estados Pontificios; 18 de agosto de 1788) fue un jesuita novohispano. Fue un filósofo, teólogo, canonista, historiador, geógrafo, traductor y creador de obras de gran interés sobre diversos temas. Es considerado entre los autores importantes de la Escuela Universalista Española del siglo XVIII.

## Vida y obras

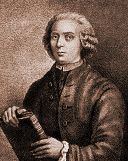
Francisco Javier Alegre

Estudió en el seminario de San Ignacio, en Puebla y en 1747 ingresó en la Compañía de Jesús. Su formación intelectual abarcó el conocimiento de la cultura clásica, la filosofía antigua, medieval y moderna, la teología y las matemáticas. Además fue un gran latinista y llegó a conocer bien las lenguas griega, hebrea, francesa, italiana e inglesa; también aprendió náhuatl.
Ejerció como profesor de gramática y humanidades en México y en Veracruz, y de retórica y filosofía en La Habana; en la Real y Pontificia Universidad de Mérida de Yucatán fue maestro de derecho canónico de 1760 a 1763. También en Mérida hizo su "profesión solemne" (cuarto voto) en 1763. En 1764, llamado de vuelta a México al Colegio de San Ildefonso para integrarse al grupo que definiría la reforma de los estudios, se le comisionó para escribir la Historia de la provincia de la Compañía de Jesús de Nueva España que había sido iniciada en el siglo XVII por el padre Francisco de Florencia.
Tras la expulsión de la orden en 1767, se le confiscaron sus escritos. Al igual que el resto de sus compañeros jesuitas, Francisco Javier fue llevado prisionero (acusado de alta traición al rey) y exiliado a los Estados Pontificios; a él le tocó residir en la ciudad italiana de Bolonia, donde escribió la mayor parte de sus obras.
Su Historia de la Provincia de la Compañía de Jesús de Nueva España se publicó en México en 1841-1842, y destaca por su cuidadoso estilo y por la extensa recopilación de datos sobre la evangelización de México llevada a cabo por los misioneros jesuitas y sobre la historia de sus colegios.
Además de traducir el Arte poética del escritor francés Nicolás Boileau, Alegre redactó un tratado sobre el Arte retórica y una epopeya en latín titulada Alexandriada (1749), sobre la conquista de Tiro por Alejandro Magno. También fue autor de una versión en versos latinos de la Ilíada de Homero titulada Homeri illias latino carmine expresa (1776), y de una Carta geográfica del hemisferio mexicano, que mostró a los eruditos europeos aspectos desconocidos del continente americano.
Francisco Javier Alegre falleció en Bolonia en 1788.
En el Museo Nacional de Historia - Castillo de Chapultepec (Ciudad de México) se alberga un retrato anónimo, datado a finales del siglo XVIII, en que el jesuita aparece rodeado por la alegoría de la Nueva España y por un ángel que lo coronan con el laurel de la poesía; al calce se halla pintado un epigrama latino, según el cual, en un curioso juego literario y simbólico de raigambre grecolatina, Alegre fue raptado a las tinieblas debido a su muerte, pero su imagen quedó a la luz de todos gracias al retrato.

## Ediciones de sus obras
- Francisco Javier Alegre: Arte poética de Mr. Boileau, Traducida a rima castellana por D. Francisco Javier Alegre (con tres apéndices). Edición, estudio preliminar y notas de Martha Lilia Tenorio. México: El Colegio de México 2016. (ISBN 9786074628975)
- Francisci Xaverii Alegrii Alexandrias sive de expugnatione Tyri ab Alexandro Macedone libri IV, edición crítica de Raúl Torres Martínez, Bavariae, apud Eistettenses, 1996.
- Francesco Javier Alegre SJ: Alexandrias (Alexandriada), edición del texto latino, traducción al alemán y comento: Florian Feldhofer. Heidelberg: Universitätsverlag Winter 2024(ISBN: 978-3-8253-9530-8)